# Ilse Rosenthal-Schneider
Ilse Rosenthal-Schneider   (Finsterwalde, 25 d'abril de 1891 - Sydney, 6 de febrer de 1990) va ser una física i filòsofa alemanya-australiana. És coneguda per la seva col·laboració i correspondència amb els físics Albert Einstein, Max von Laue i Max Planck.

## Biografia
Rosenthal-Schneider va obtenir un doctorat en filosofia el 1920 en la Universitat de Berlín, on va conèixer Albert Einstein. Després d'abandonar l'Alemanya nazi i emigrar a Austràlia el 1938, es va convertir en tutora en el departament alemany de la Universitat de Sydney el 1945 y
va fer classes de història i filosofia de la ciència. A les dècades de 1940 i 1950, va intercanviar una sèrie de cartes amb Albert Einstein sobre aspectes filosòfics de la física, com la teoria de la relativitat, constants fonamentals i realitat física. Es van mantenir en contacte per correspondència fins a la mort d'Einstein el 1955.

## Obres notables
- Ilse Rosenthal-Schneider Thomas Braun. Reality and Scientific Truth: Discussions With Einstein, Von Laue, and Planck.  Wayne State University Press, 1980. original from the University of Michigan, 1 de gener de 1980. ISBN 9780814316504. OCLC 6222962.
- Ilse Rosenthal-Schneider Begegnungen mit Einstein, von Laue und Planck : Realität und wissenschaftliche Wahrheit (en alemany).  Braunschweig ; Wiesbaden : Vieweg, cop. 1988.. ISBN 9783528089702. OCLC 64797021.
- Ilse Rosenthal-Schneider Das Raum-Zeit-Problem bei Kant und Einstein (en alemany).  Berlin : Springer, 1921.. OCLC 749766417.
- Ilse Rosenthal-Schneider Lingua Latina Medicinalis = Lateinisches Lehrbuch für Mediziner (en llatí).  Leipzig : VEB Verlag Enzyklopädie, 1965.. OCLC 802874015.
- Ilse Rosenthal-Schneider Presuppositions and anticipations in Einstein's physics.  Nova York, 1949. OCLC 315045254.
- Ilse Rosenthal-Schneider Albert Einstein : 14 March 1879 – 18 April 1955.  Sydney, 1955.. OCLC 315045356.
- Ilse Rosenthal-Schneider Leteinische Satzlehre (en alemany).  Leipzig : VEB Verlag Enzyklopädie, 1970.. OCLC 802118103.
- Rosenthal-Schneider, Ilse Reminiscenses of Einstein.  Addison-Wesley Publishing Company, Reading, Massachusetts.